# 内马尼亚·迈多夫
内马尼亚·迈多夫（1996年8月10日—）生于波黑东萨拉热窝，是一名塞尔维亚男子柔道运动员。他的父亲Ljubomir和哥哥Stefan均从事柔道运动，其中父亲同时担任他的教练。他在2003年开始练习柔道，2012年加入贝尔格莱德红星俱乐部，2013年开始代表塞尔维亚参加国际比赛。